# Meatzerreka
Meatzerreka es una entidad de población española del municipio de Mondragón, perteneciente a la provincia de Guipúzcoa, en la comunidad autónoma del País Vasco.

## Toponimia
El lugar puede aparecer referido como «Meatzerreka» y «Veneras».

## Historia
Hacia mediados del siglo XIX, el lugar, ya por entonces perteneciente a Mondragón, tenía contabilizados veintitrés caseríos. Aparece descrito en el decimoquinto volumen del Diccionario geográfico-estadístico-histórico de España y sus posesiones de Ultramar de Pascual Madoz con las siguientes palabras:

VENERAS: barrio en la prov. de Guipúzcoa, part. jud. de Vergara, térm. de Mondragon: tiene 23 cas.
(Madoz, 1849, p. 661)

En 2022, tenía empadronados 52 habitantes.